# (468297) 2015 EZ16
(468297) 2015 EZ16 es un asteroide perteneciente al cinturón de asteroides. Este asteroide fue descubierto el 10 de octubre de 2004 por el equipo Spacewatch desde el Observatorio Nacional de Kitt Peak (Arizona, Estados Unidos).